# プジョー・P4
プジョー P4（Peugeot P4 ）は、フランスのプジョーおよび西ドイツのダイムラー・ベンツが開発し、フランス軍などが使用する軍用車両である。フランス軍におけるジープ的な性格の軍用車両で、1981年から配備が始まった。
現在までに約13,500台が生産されている。
トヨタ・ランドクルーザーの70系をベースとした「マステックT4」への更新が進んでいる。

## 概要

### 開発
1940年代後半、フランス陸軍は旧式化しつつ将来戦で必要とされる要求水準に満たないアメリカ軍供与のジープを更新することが決定された。性能要求としては、大型無線機を搭載でき、空中投下が可能で、輸送機で空輸することができ、重装備の歩兵4名が乗車可能な大きさが最低限の機能として求められた。
しかし、植民地の独立戦争に忙殺されたため計画は延期され、1969年にオチキスM201が後継車両として開発された。だが、積載量が400kgとジープと大して変わらず、新たに新型車を求めることとなった。
1970年代中盤になり、計画が本格的に始まることとなった。陸軍は、フランスの4大自動車メーカー（シトロエン・プジョー・ルノー・パナール）に車両開発を依頼することとなった。各メーカーごとにさまざまな試作車両が開発されたが、どれも陸軍の仕様・要求を満たすことができず、結局メルセデス・ベンツ・Gクラスをモデルに、プジョー50%、メルセデス・ベンツ50%ずつ担当しOEM製品として製作され、1978年に試作車両が完成した。そして、1981年、P4が正式採用されることとなる。

### 配備とライセンシー
採用以来、P4は順調にフランス軍に納入されていたが、当時プジョーの営業不振により工場の停止・閉鎖や一部ライン生産縮小のため、1985年にパナールの工場で生産されることとなった。業績不振の挽回を図るべく市販されることになったが、高価格であったためか一般車市場では成功を収めなかった。
更に、主にフランスに対し友好的な旧アフリカ植民地諸国の軍へ販売しようと画策されたが、P4の輸出にドイツは反対。係争状態になりつつあったが、買上国がさらに他所に転売しないなどの条件付き協定を結ぶことにより輸出されることとなった。

## 派生型

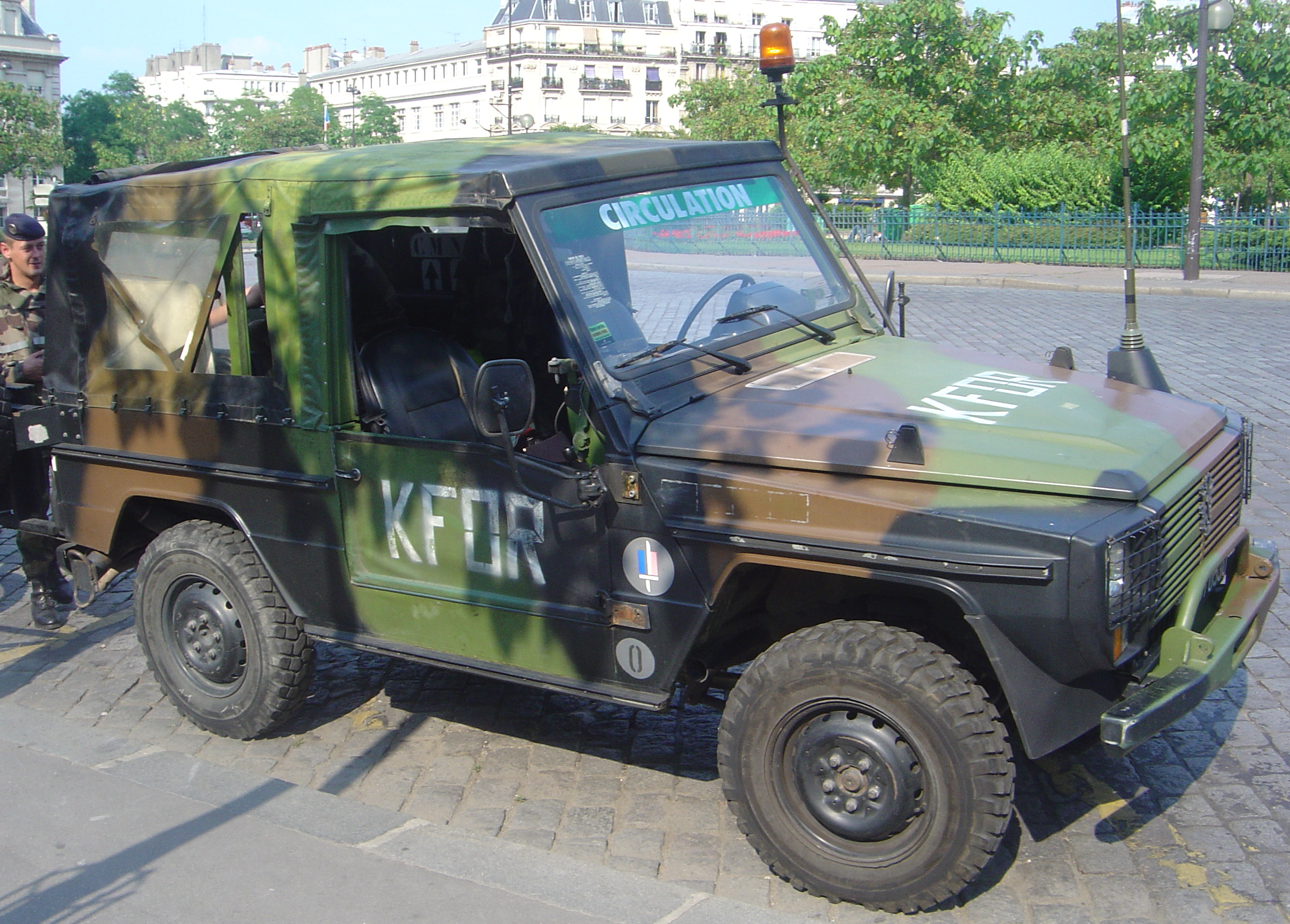
プジョー P4 VLTT

P4D
ガソリンエンジンからディーゼルエンジン搭載型に変更された形式。
1992年、軍の要求により2.5Lバージョンのディーゼルエンジンが採用され、パナールで生産された。
さらに細かく分類すると5つのバージョンが存在する。
P4P
陸軍海兵隊の要求により、対小銃防弾板を備えた軽装甲車型。本車の性能評価試験には国家憲兵隊治安介入部隊の隊員も参加した。
1990年代に製作され約80台が生産された。
P4 SAS
特殊部隊専用車。
第1海兵歩兵落下傘連隊において使用され、MIT50 12.7mm重機関銃、AA-52 7.62mm機関銃を標準の武装とし、さらに他の重火器を積載することもある。